# 夏色 (乐队)
夏色（日语：なついろ）是日本的乐队，2012年结成，为Being旗下GIZA studio所属艺人。。2016年宣布活动休止。

## 成員
- 森川七月（日语：森川七月）（主唱）
- 北川加奈（鋼琴）
- 山崎好詩未（鍵盤、作词）

## 樂團簡介
夏色是2012年成立的樂團，由爵士歌手森川七月與北川加奈、山崎好詩未三名女性組成。樂團名稱的概念起源是來自於希望永遠一直都是夏季。同年7月28日在以名義舉辦首次演唱會、8月29日以單曲《對你的淚水如此愛戀》出道。
2016年10月乐队在官网宣布活动休止，同时山崎从音乐活动中引退。

## 唱片

### 單曲
- 對你的淚水如此愛戀（日语：君の涙にこんなに恋してる）（2012年8月29日） -  《名偵探柯南》片頭曲
- 夏の太陽のせいにして（日语：夏の太陽のせいにして）（2013年6月19日）

### 專輯
- あの夏色の空へと続く（日语：あの夏色の空へと続く）（2012年11月7日）
- Summer Spur（日语：Summer Spur）（2013年7月24日）